# Tema BACH

Il Tema BACH.

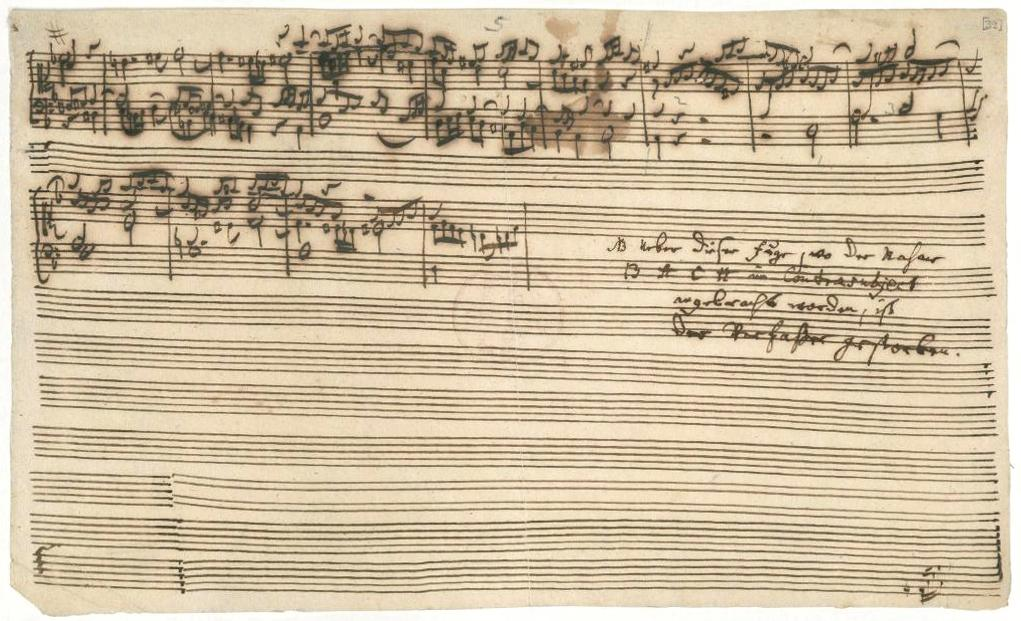
pagina finale del manoscritto dell'"arte della fuga" di Bach: Über dieser Fuge, wo der Nahme BACH im Contrasubject angebracht worden, ist der Verfasser gestorben

Il tema BACH è un crittogramma musicale costituito dalla sequenza di note musicali 'Si bemolle, La, Do, Si naturale'.
Questo tema di quattro note è stato utilizzato da diversi compositori, di norma come un omaggio a Johann Sebastian Bach. Il primo esempio noto, comunque, appare in un brano di Jan Pieterszoon Sweelinck.

## Presupposti
La possibilità di tradurre le lettere dell'alfabeto nel cognome 'Bach' è legata alla denominazione tedesca delle note musicali, in cui Si bemolle e Si naturale hanno due segni differenti (diversamente dalla denominazione inglese).

## Johann Sebastian Bach
Lo stesso J.S. Bach lo usò come terzo soggetto dell'ultima fuga (Contrapunctus XIV) de L'arte della fuga, opera rimasta incompleta alla sua morte nel 1750.
Egli lo aveva però usato consciamente come firma musicale in altre composizioni nel corso della sua attività: alla fine della quinta e ultima delle Variazioni canoniche sul corale "Vom Himmel hoch, da komm ich her" (BWV 769).
Il tema appare anche al termine del Kleines Harmonisches Labyrinth BWV 591, brano oggi generalmente considerato spurio (si è suggerita la paternità di Johann David Heinichen): in questo caso la presenza del motivo si può intendere o come casualità o più probabilmente come omaggio.

## Dopo Bach
Esiste una Fuga in Fa maggiore per strumento a tastiera di Johann Christian Bach (o Carl Philipp Emanuel Bach) che impiega il tema, ma solo nel XIX secolo, con la Bach-Renaissance, iniziò ad essere usato con una certa regolarità.
Forse per il fatto di essere stato usato da Bach stesso in una fuga, il tema compare spesso in altri compositori all'interno di fughe o altra complessa scrittura contrappuntistica.
In molti brani il tema si presenta trasposto (dunque a rigore non si potrebbe definire tema BACH), ma la sua riconoscibilità è assicurata all'orecchio dal caratteristico contorno melodico (un semitono verso il grave, una terza minore verso l'acuto e un semitono verso il grave).

## Omaggi
Opere caratterizzate volutamente dal tema BACH includono, in ordine cronologico:
- Robert Schumann - Sei Fughe per organo, pianoforte-pedaliera o harmonium, op. 60 (1845)
- Franz Liszt - Phantasie und Fuge über das Thema B-A-C-H, per organo (1855, in seguito adattata per pianoforte)
- Nikolai Rimsky-Korsakov - Variazioni su BACH, per pianoforte (1878)
- Marco Enrico Bossi - Fuga per organo su "FEDE A BACH" op. 62 (1888).
- Max Reger - Phantasie und Fuge über den Namen BACH, op. 46 per organo (1900)
- Ferruccio Busoni - Fantasia contrappuntistica per pianoforte (prima versione 1910, versioni successive 1912 e 1922)
- Carl Nielsen - Concerto per violino e orchestra (Op. 33/FS 61) (1911)
- Alfredo Casella - Due ricercari sul nome B-A-C-H per pianoforte (1932)
- Gian Francesco Malipiero - Prélude à une fugue imaginaire, per pianoforte (1932)
- Arthur Honegger - Prélude, Arioso, Fughette per pianoforte (1932, successivamente trascritto per orchestra d'archi)
- Francis Poulenc -  Valse-improvisation sur le nom Bach per pianoforte (1932)
- Sigfrid Karg-Elert - Passacaglia and Fugue on B-A-C-H op. 150 per organo (1932)
- Anton Webern - Quartetto d'archi (1937-38) - la cui serie dodecafonica è basata sul tema BACH
- Bruno Maderna - B.A.C.H. Variationen per due pianoforti (1949)
- Nino Rota - Variazioni e Fuga nei dodici toni sul nome di Bach per pianoforte (1950)
- Goffredo Petrassi - Noche oscura per coro e orchestra (1951)
- Franco Donatoni - Voci - Orchesterübung per orchestra (1951), le uniche note del brano sono il tema BACH trasportato di una terza minore
- Jean Coulthard - Variazioni su BACH per pianoforte (1952)
- Luigi Dallapiccola - Quaderno musicale di Annalibera per pianoforte (1952)
- Arvo Pärt - Collage over B-A-C-H per archi, oboe, clavicembalo e pianoforte (1964)
- Aldo Clementi - B.A.C.H. per pianoforte (1970)
- Bertold Hummel - Metamorfosi su B-A-C-H per organo e strumenti a fiato (1971)
- Rudolf Brucci - Metamorfosis B-A-C-H per archi (1974)
- Jon Lord - Continuo on B.A.C.H., dall'album Windows (1974)
- Nino Rota - Due Valzer sul nome Bach, per pianoforte (1975)
- Milos Sokola - Passacaglia quasi Toccata su B-A-C-H per organo (1976)
- Alfred Schnittke - Concerto Grosso No. 3 (1985)
- Ron Nelson - Passacaglia (Homage on B-A-C-H) per ensemble di fiati (anni novanta)
- Bertold Hummel - Aforismi su B-A-C-H per percussioni e archi, Op. 105 (2000)
- Uri Caine Ensemble - La traccia 20 sul secondo CD delle Variazioni Goldberg, si intitola Variation on B-A-C-H (2000)
- Roberto Piana - Tre movimenti sul nome BACH per flauto solo (2014)
- Carlotta Ferrari - Ciaccona sul nome di Bach[3] (2015) per violino con scordatura, e Via Crucis[4] (2017) per organo
- Ennio Morricone - Varianti per Ballista Antonio Canino ♮Bruno per due pianoforti (2017), composte per il duo pianistico formato da Antonio Ballista e Bruno Canino

Il tema appare come motivo di passaggio in diverse altre opere tra cui le Variazioni per Orchestra (1926-28) Quartetto d'archi N. 3 (1927) di Arnold Schönberg, la Passione secondo Luca di Krzysztof Penderecki, e la cadenza di Johannes Brahms per il Concerto n. 4 per pianoforte e orchestra di Ludwig van Beethoven.
Il tema BACH è anche trattato da Douglas Hofstadter nel suo libro Gödel, Escher, Bach: un'eterna ghirlanda brillante: nel testo si fa anche notare come "moltiplicando" gli intervalli del tema si possa giungere al tema CAGE, con un ironico riferimento al compositore contemporaneo.

## Altri motivi firma
Tenendo conto che il bemolle o il diesis in note diverse da B o H erano segnati in notazione tedesca da un suffisso -s, anche la lettera S è stata utilizzata per ottenere "temi firma": ad esempio
- 'F-Es-C-H' (Fa, Mi bemolle, Do, Si naturale) per Franz Schubert (F. Schubert)
- 'Es-C-H-B-E-G' (Mi bemolle, Do, si naturale, Si bemolle, Mi, Sol) per Arnold Schönberg (Schönberg)
- 'D-Es-C-H' (Re, Mi bemolle, Do, Si naturale) per Dmitrij Šostakovič (D. Schostakovič)

- 'B-E-B-A' (Si bemolle, mi, Si bemolle, La) o 'B-A-B-E' (Si bemolle, La, Si bemolle, Mi) per Béla Bartók (Béla Bartók). Nel secondo motivo rispettando l'usanza ungherese di premettere il cognome al nome.
- 'C-A-G-E' (Do, La, Sol, Mi) per John Cage, usato da Pauline Oliveros[5]
- 'A-B-H-F' (La, Si bemolle, Si naturale, Fa) per Alban Berg e Hanna Fuchs-Robettin (A. B. e H. F.), usato nella Suite Lirica di Berg
- 'C-H-A-A' (Do, Si naturale, La, La) è il nome italianizzato in Chiara di Clara Schumann e corrisponde all'inizio del Primo Tema del Concerto per Pianoforte e Orchestra op. 54 di Robert Schumann